# 石油儲層
石油儲層（英語：petroleum reservoir），或稱儲油岩、儲油層或儲集層，是指在孔隙或裂縫中含碳氫化合物的岩石。沉积岩、火成岩、变质岩三大岩类都具有储油气性能。
石油儲層必须具有储油空间和空间的連通。使流体可以在岩躰中流通。储层岩石中孔隙体积占总体积的百分比，称孔隙率。而在孔隙体积中油、气、水所占的体积百分比，称为饱和度。（如含油饱和度、含水饱和度等）。石油儲層岩中流体通过能力的量度，称为渗透率（英語：permeability）。这些都是石油储层岩石最基本的宏观参数。
石油儲層大致分為常規儲層和非常規儲層。 在常規儲層中，碳氫化合物存在下層的高孔隙率和高渗透率的岩層中，被在上層滲透率較低的岩層覆蓋。而在非常規儲層中，岩石具有高孔隙度和低滲透性，本身可以將碳氫化合物保持在原位，因此 不需要蓋層。
石油儲層的原始壓力可能足夠將碳氫化合物推到地表。 隨著流體的生產，壓力通常會下降，產量會跟著下降。 就需要人工驅動方法，保持產量。

## 驅動壓力
流體在石油儲層中的流動有三種驅動壓力來源；溶解氣壓，氣頂壓，和地下水膨脹。

### 溶解氣驅動
起於油中的伴生氣。在生產過程中，儲層壓力減低，溶解氣體從溶液中出來，在頂部形成氣頂。該氣頂向下推動液體，有助於保持壓力。

### 氣頂驅動
在已經有氣頂的儲層中（原始壓力已經低於泡點），氣頂隨著儲層的生產而膨脹，向下推液體部分施加額外的壓力。

### 含水層驅動
含水層一般水存在於儲層下方。隨著碳氫化合物的生產，儲層中壓力的降低使水略微膨脹。水雖然的可壓縮性很小，但如果含水層足夠大，這將轉化為體積的大量增加，這將推動碳氫化合物，保持壓力 。